# Hummelnestmotte
Die Hummelnestmotte, auch Hummel-Wachsmotte oder Hummelmotte (Aphomia sociella) ist ein (Klein-) Schmetterling aus der Familie der Zünsler (Pyralidae), Unterfamilie Wachsmotten (Galleriinae).

## Merkmale
Mit einer Flügelspannweite von 18 bis 44 Millimetern ist das erwachsene Tier relativ groß für einen Kleinschmetterling. Die Imagines sind grau-bräunlich gefärbt. Männchen und Weibchen sind von unterschiedlicher Gestalt. Das Männchen ist etwas farbenfroher gezeichnet (neben Grautönen auch grüne und violette Farbtöne an den Flügelenden). Das Weibchen ist grau-braun mit je einem charakteristischen dunklen Fleck auf der Mitte der Vorderflügel. Zudem hat es die typische „Zünslernase“, die dem Männchen fehlt. Die Raupen sind hellgrau-gelblich mit roter Kopfkapsel und braunem Nackenschild.

## Synonyme
- Aphomia colonella Linnaeus, 1758
- Aphomia eritrella Della Beffa, 1941[3]
- Aphomia pedemontella Della Beffa, 1941[3]

## Flug- und Raupenzeiten
Die Falter fliegen von Mitte/Ende März bis September. Sie sind nachtaktiv und werden gelegentlich am Licht beobachtet. Die Raupen leben von August bis April. Sie überwintern im Kokon und verpuppen sich im Frühjahr.

## Lebensweise
Die Imagines sind nachtaktiv und können Hummel- und Wespennester durch ihren Geruchssinn aufspüren. Die Eiablage erfolgt im unmittelbaren Nestbereich. Die jungen Raupen schlüpfen bereits nach wenigen Tagen. Die Raupen der Hummelnestmotte ernähren sich pantophag und leben vor allem in Hummel- oder Wespennestern. Die Art zählt zwar zur Unterfamilie Galleriinae (Wachsmotten), sie benötigt aber im Gegensatz zu den beiden zu ihr verwandten Arten Große Wachsmotte (Galleria mellonella) und Kleine Wachsmotte (Achroia grisella) kein Wachs für die Entwicklung. Die Raupen der Hummelnestmotte ernähren sich in den Nestern sowohl von Abfällen aber auch zu einem großen Teil räuberisch von der Brut. Die Raupen leben dabei gesellig und überziehen ihre Fressbereiche mit einem dichten Gespinst, das Schutz vor den Hummeln bzw. Wespen gewährt. Dieses Gespinst wird kontinuierlich weiter ausgebaut, so dass immer größere Bereiche des Nestes abgetrennt und von den Raupen der Hummelnestmotte übernommen werden. Die isolierte Brut wird gefressen. Die erwachsenen Raupen verpuppen sich gesellig innerhalb oder in der Nähe des Wirtsnestes. Die einzelnen Kokons liegen dicht aneinander und sind miteinander versponnen.

## Ökologische Bedeutung
Wespen- und Hummelnester können durch die Raupen innerhalb weniger Wochen zerstört werden. Der Schmetterling selbst gehört zum Nahrungsspektrum seiner eigenen Wirte (Wespen, Hornissen), sowie zu dem von vielen Vögeln, Fledermäusen und anderen Insektenjägern.
Im Ökosystem säubern die Hummelnestmotten den Nistplatz der Hummeln, damit er im Frühjahr von sogenannten Rückkehrerinnen wiederbesiedelt werden kann. Die Motten bevorzugen vor allem hoch über dem Boden angelegte Hummelnester, die häufig von Baumhummeln besiedelt sind. In der Regel erzeugen Baumhummeln ihre Jungköniginnen vor allen anderen Hummelarten. Das Zerstörungswerk der Mottenlarven schadet der Nestentwicklung kaum, weil Hummelnestmotten erst bei Nachttemperaturen von etwa 11 °C auftauchen und Eier legen. Baumhummelköniginnen sind sehr gute Rückkehrerinnen, so dass sie im nächsten Jahr am gleichen Platz ihres Geburtsnestes eine wabenfreie Nistmöglichkeit vorfinden.
Hummelnester auf oder in Wiesen finden die Hummelnestmotten eher selten. Die dort nistenden Hummelarten brauchen in der Regel länger um Jungköniginnen zu erzeugen. Die Nestentwicklung und Reproduktionsfähigkeit dieser Hummelarten würde von Wachsmotten empfindlich gestört. Das Recycling dieser Waben übernehmen andere Tiere.

## Einfluss auf Hummelförderung
Das Angebot an die Hummelpopulationen sich in speziellen oberirdischen Hummelnistkästen anzusiedeln, die als Ersatz für Baumhöhlen, Mäusenester oder verfilzte Grasbüschel fungieren, ermöglicht es den Motten die Hummelnester leichter zu finden als natürlich angelegte Hummelnester, weil die Kästen in der Regel innerhalb von Städten in der Nähe von Häusern und sonstigen Bauwerken aufgestellt sind. Die Nisthilfen werden unter anderem von vornehmlich unterirdisch oder oberflächennah nistenden Hummelarten besiedelt, bei denen die Eier von einem oder zwei Mottenweibchen das Nest zu früh zerstören würden, was dem Gedanken der Hummelförderung entgegenläuft. Die Betreuung von Hummelnisthilfen erfordert ein regelmäßiges Monitoring des Befalls durch die Hummelnestmotten bis hin zum Entfernen der Mottenlarven aus gefährdeten Nestern oder vorausschauend die Anwendung baulicher Maßnahmen (z. B. Wachsmottenklappe) zur Reduktion der Anzahl eindringender Mottenlarven.

## Bilder

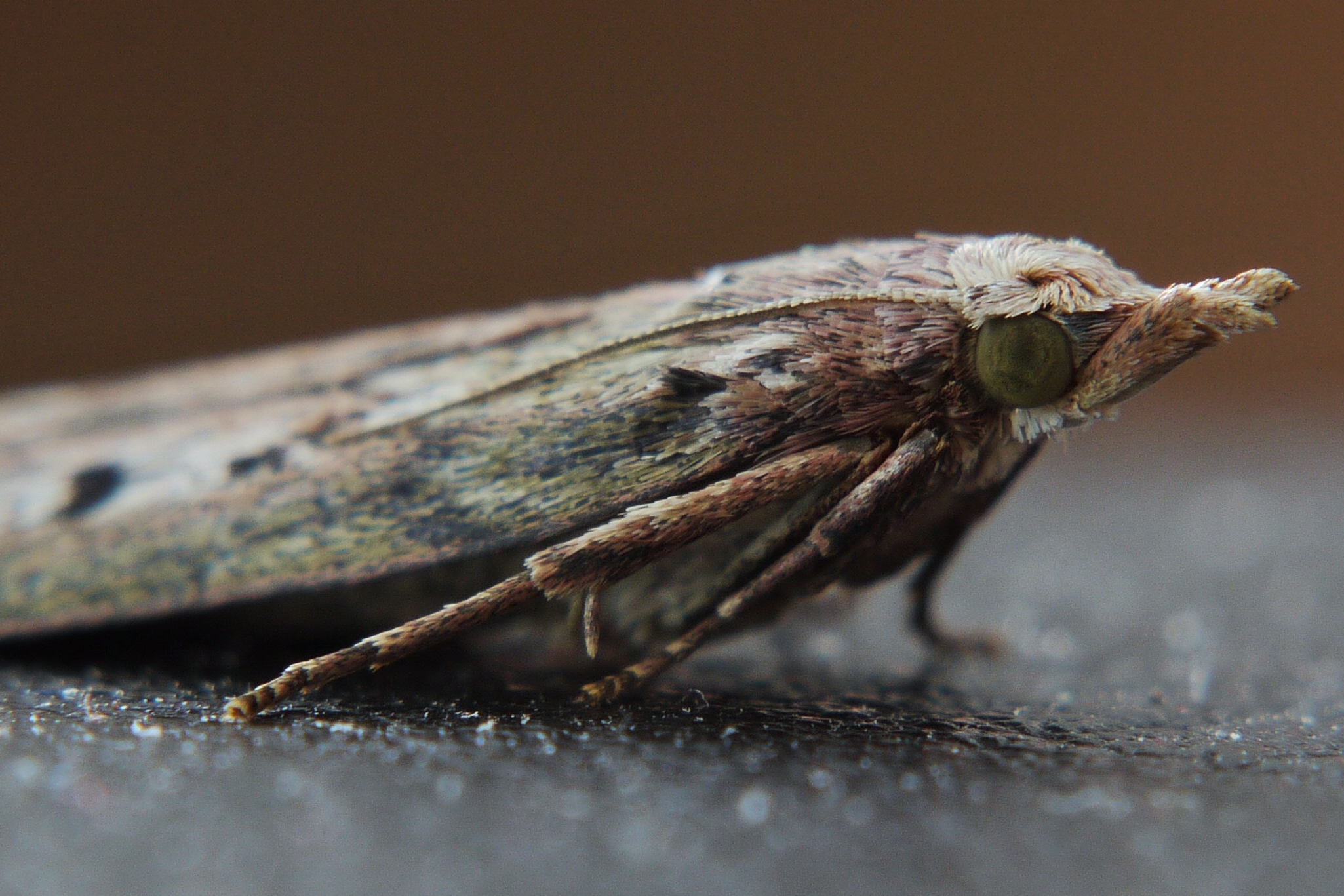
Weibchen, mit ausgeprägten Labialpalpen
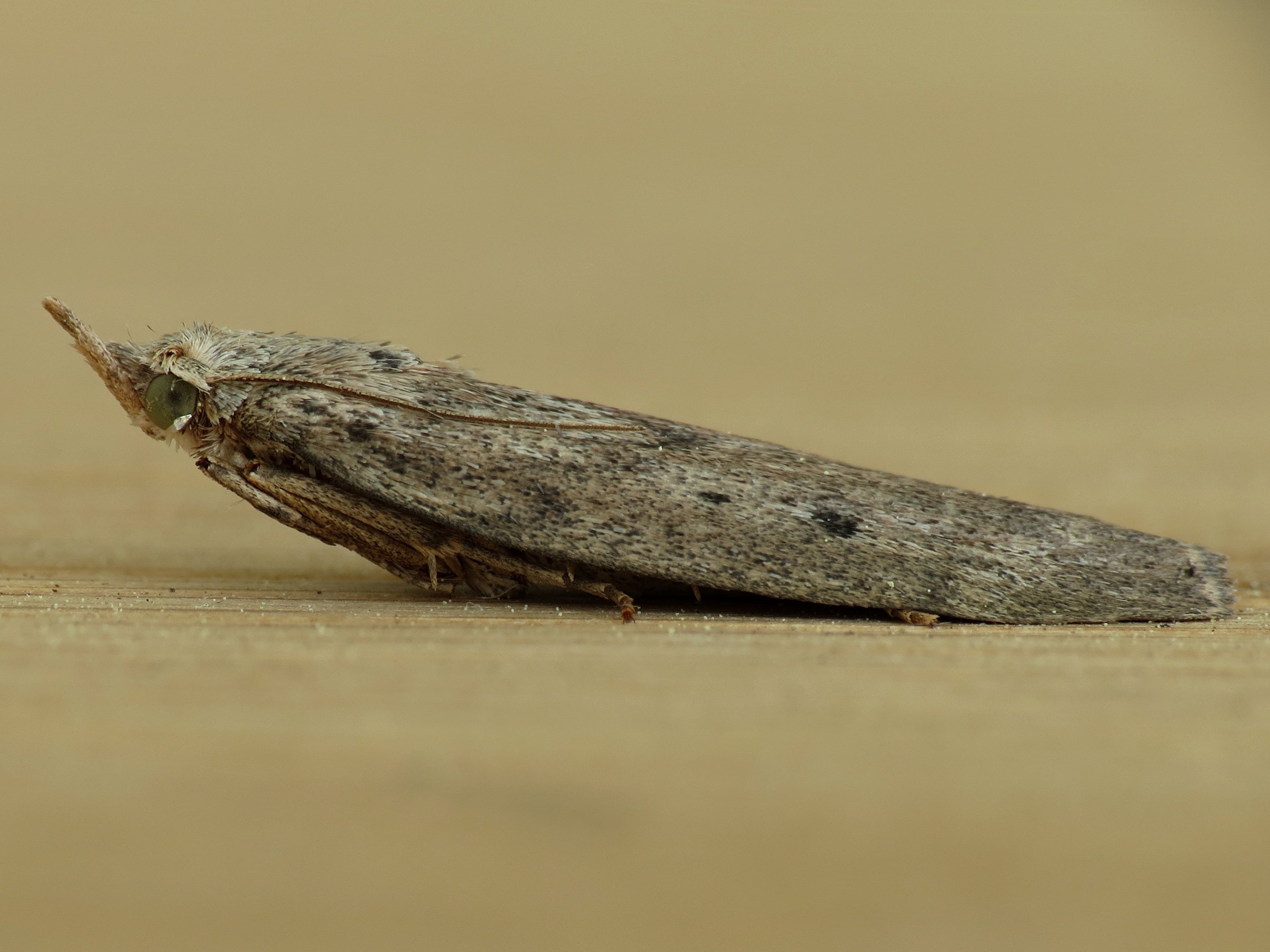
Weibchen, Seitenansicht
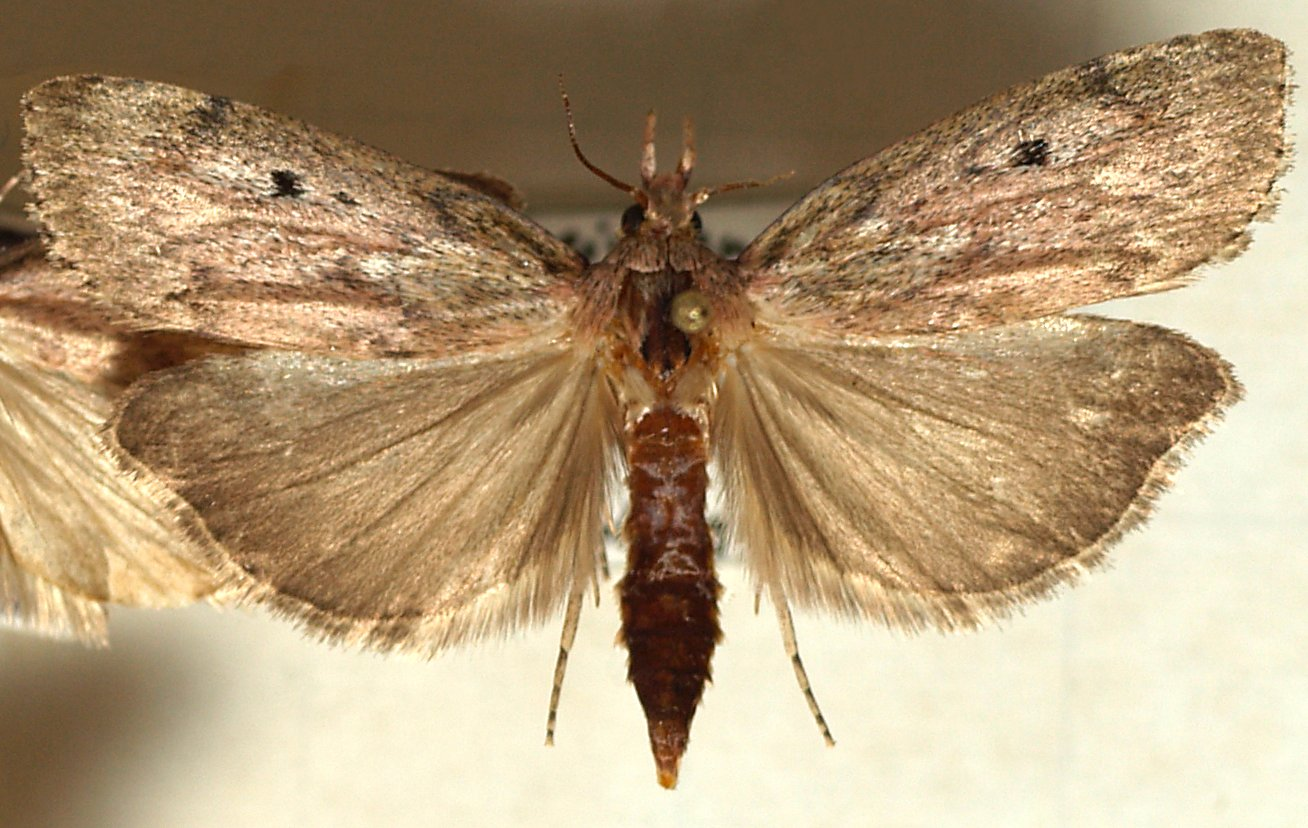
Weibchen mit gespannten Flügeln
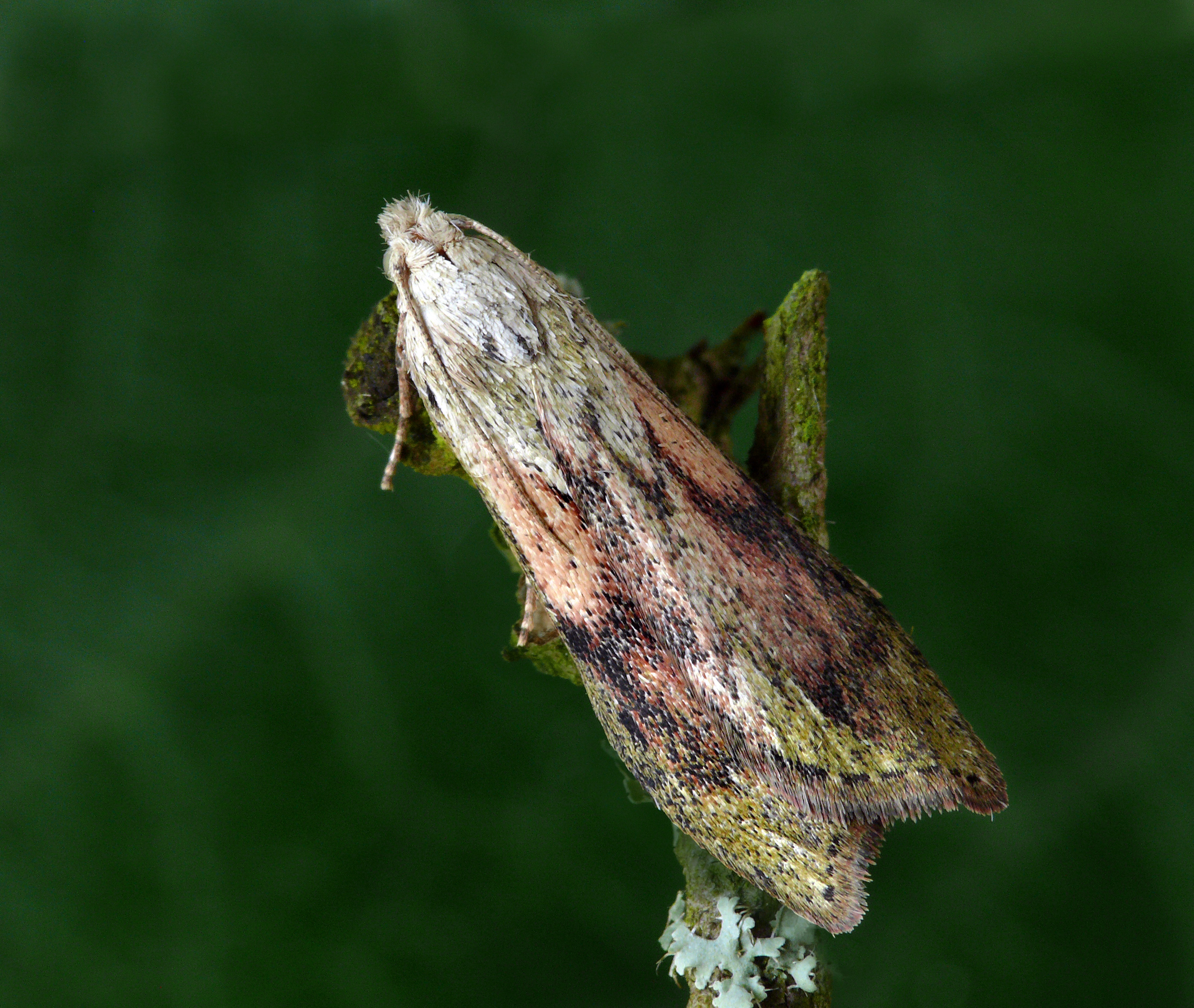
Männchen
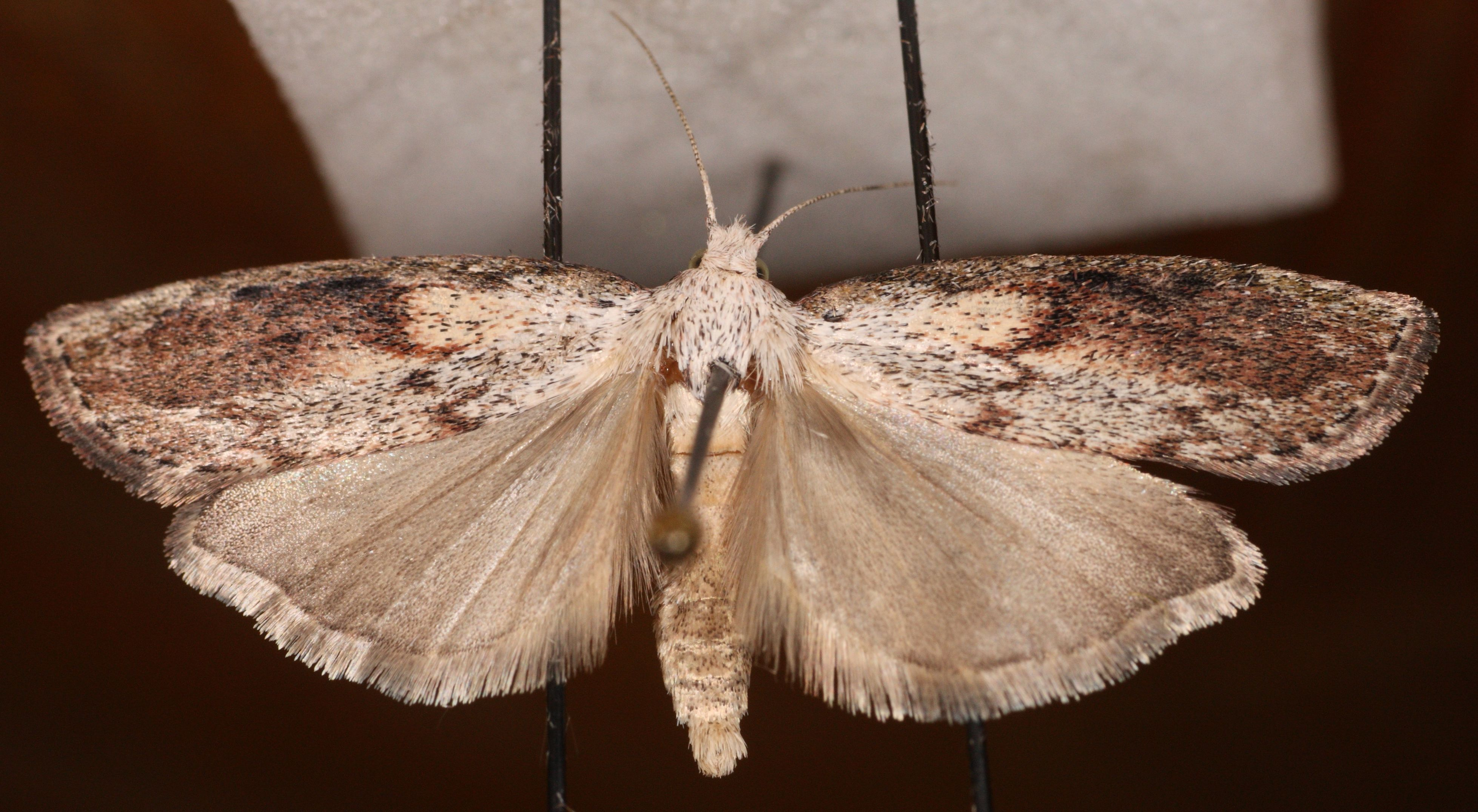
Männchen mit gespannten Flügeln
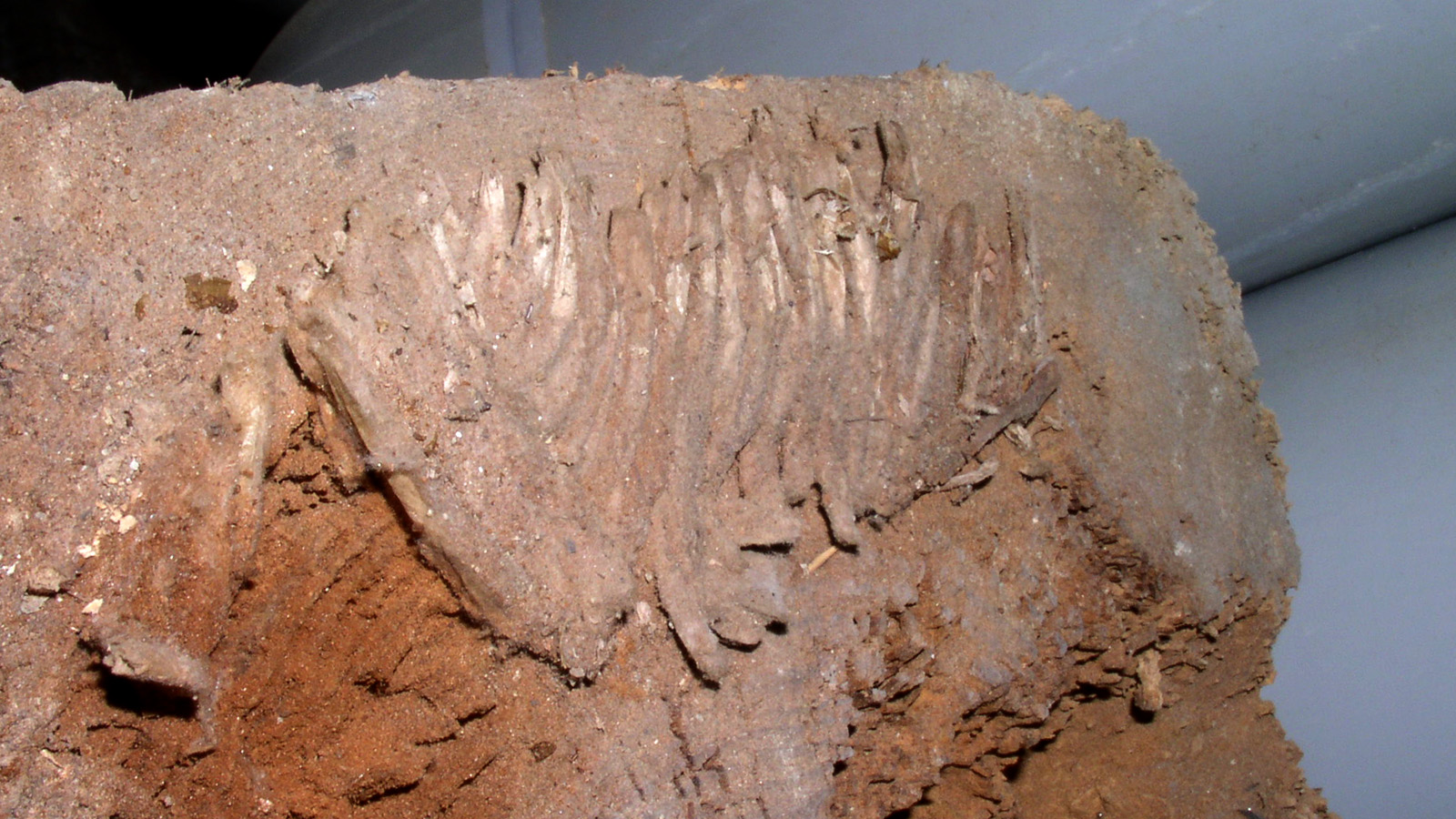
Kokons der Hummelnestmotte
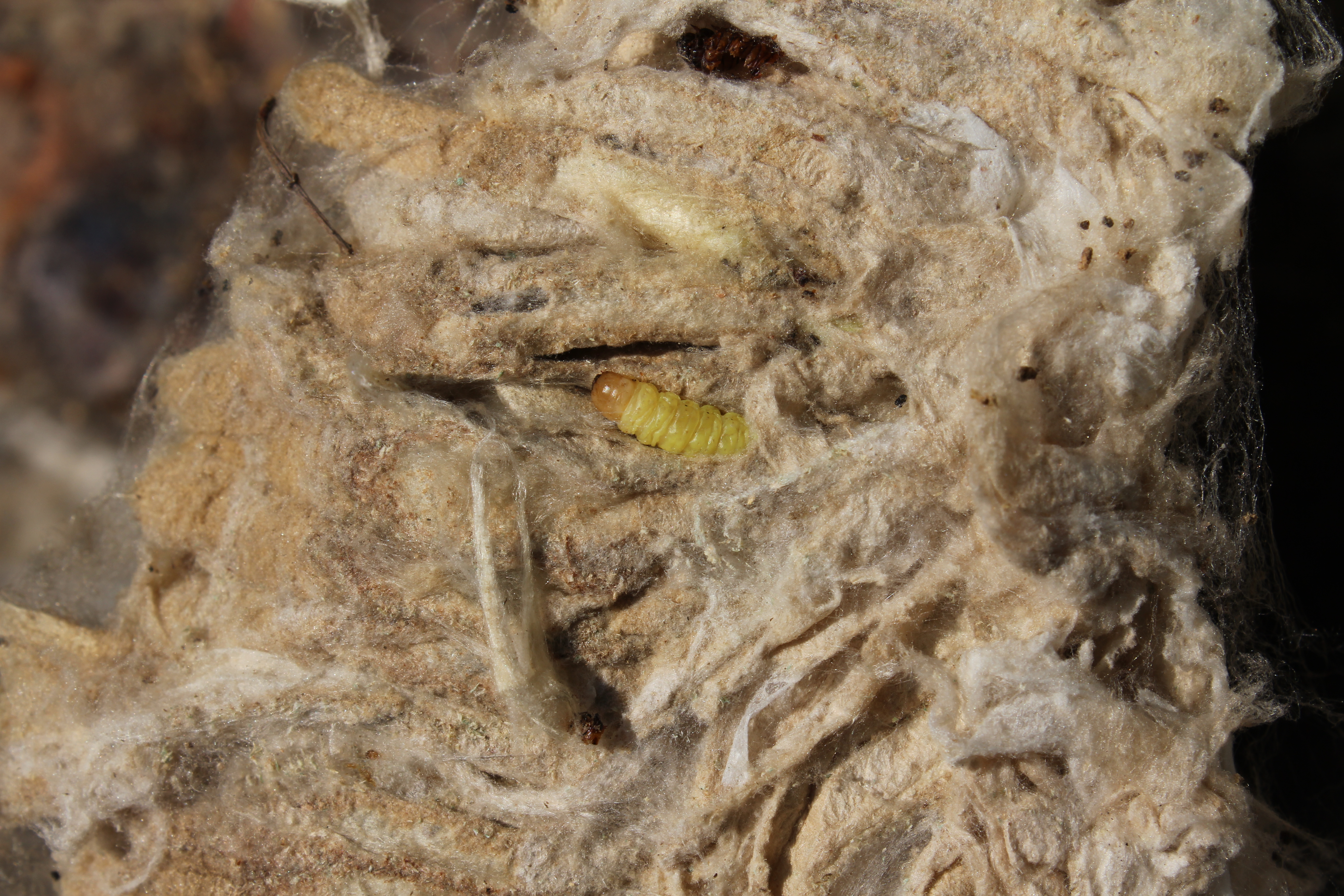
Raupe im Kokon
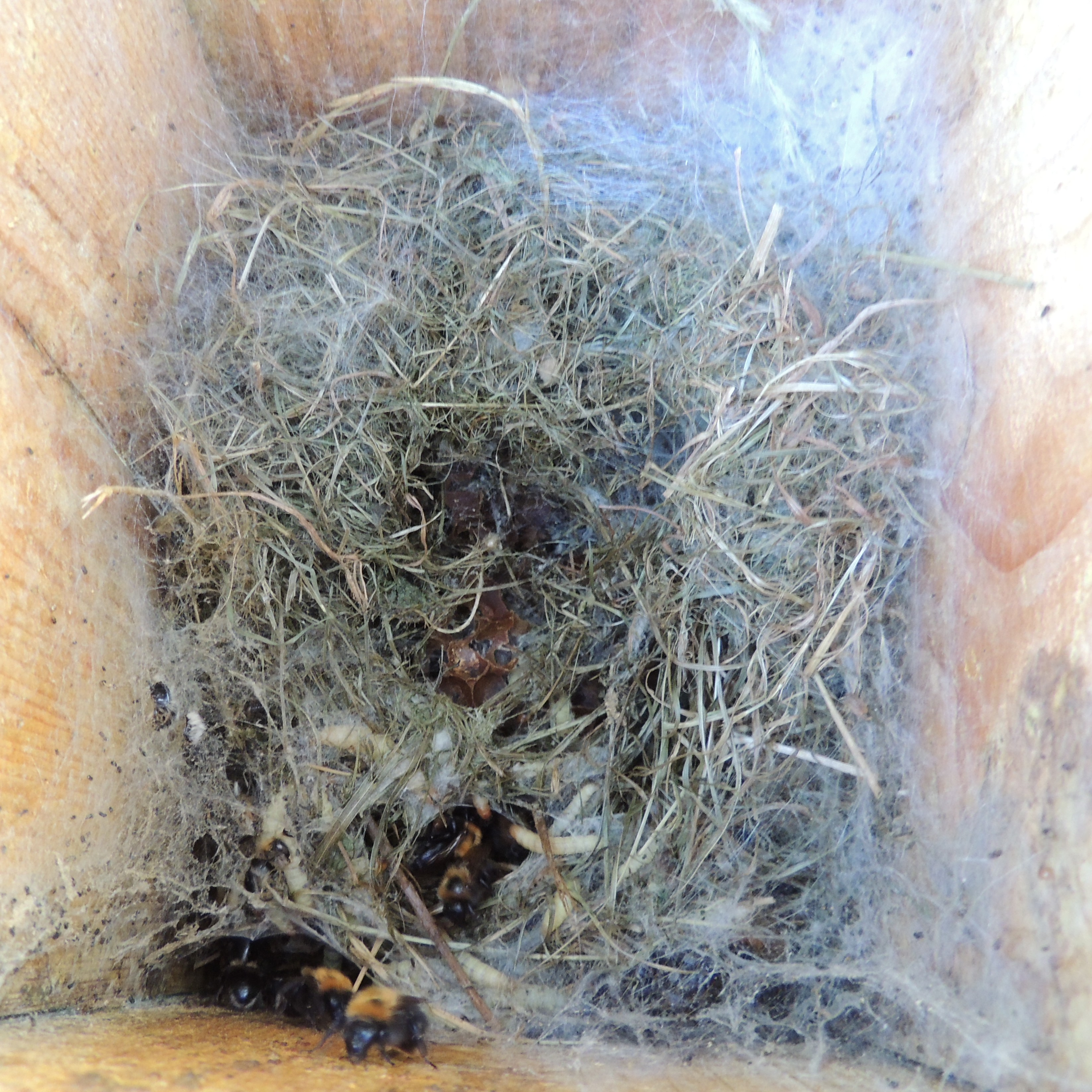
Hummelnest mit Wachsmottenbefall